# Insulocreagris
Genre
Insulocreagris est un genre de pseudoscorpions de la famille des Neobisiidae.

## Distribution
Les espèces de ce genre se rencontrent en Croatie et en Bosnie-Herzégovine.

## Liste des espèces
Selon Pseudoscorpions of the World (version 3.0) :
- Insulocreagris regina Ćurčić, 1987
- Insulocreagris troglobia Harvey, 1991

## Publication originale
- Ćurčić, 1987 : Insulocreagris, a new genus of pseudoscorpions from the Balkan Peninsula (Pseudoscorpiones, Neobisiidae). Revue Arachnologique, vol. 7, no 2, p. 47-57.